# Hannes Zehentner
Hannes Zehentner (Rosenheim, 6 luglio 1965) è un ex sciatore alpino tedesco.
Fino alla riunificazione tedesca (1990) gareggiò per la nazionale tedesca occidentale.

## Biografia
Zehentner, specialista delle prove veloci, debuttò in campo internazionale in occasione dei Mondiali juniores di Auron 1982; ottenne il primo piazzamento in Coppa del Mondo il 23 gennaio 1988 a Leukerbad in discesa libera (15º) e ai successivi XV Giochi olimpici invernali di Calgary 1988, sua unica presenza olimpica, si classificò 13º nella discesa libera e 22º nella combinata. Il 5 gennaio 1991 conquistò l'unico podio in Coppa del Mondo, sulla Kandahar di Garmisch-Partenkirchen in discesa libera (2º), e ai successivi Mondiali di Saalbach-Hinterglemm 1991, sua unica presenza iridata, nella medesima specialità fu 13º. Si ritirò durante la stagione 1992-1993 e il suo ultimo piazzamento in carriera fu il 60º posto ottenuto nella discesa libera di Coppa del Mondo disputata l'11 gennaio a Garmisch-Partenkirchen.

## Palmarès

### Coppa del Mondo
- Miglior piazzamento in classifica generale: 16º nel 198919
- 1 podio:
  - 1 secondo posto

### Campionati tedeschi
- 5 medaglie (dati parziali fino alla stagione 1985-1986)[1]:
  - 1 oro (discesa libera nel 1991)
  - 2 argenti (discesa libera nel 1987; supergigante nel 1991)
  - 2 bronzi (supergigante nel 1987; supergigante nel 1989)